# 杨本初
杨本初（？—？），云南蒙自人，清朝政治人物。举人出身。
杨本初曾于1836年接替魏文瀛任华亭县知县一职，1837年由韩倬章接任。